# SNCF Z 6400
Het Z 6400 materieel is een type elektrisch treinstel van de SNCF, gebouwd in de late jaren zeventig voor Transilien-diensten in de Franse regio Île-de-France.
Een kleine serie van drie treinen werd in 2004 gerenoveerd door de SNCF-Depots in Saint-Pierre-des-Corps voor gebruik op de Grande Ceinture Ouest (GCO).

## Beschrijving
De Z 6400 treinstellen zijn samengesteld uit 4 rijtuigbakken: 2 gemotoriseerde rijtuigen met stuurstand en twee tussenrijtuigen. Elk rijtuig heeft een frame van roestvrij staal en drie deuren om het in- en uitstappen te versnellen. Een trein heeft een capaciteit van 773 mensen, waarvan 364 zittend, vermeerderd met 88 klapstoelen. De Z 6400 treinstellen kunnen tot twee treinstellen gekoppeld in treinschakeling rijden, door middel van Scharfenbergkoppelingen. De stroomafname geschiedt door pantografen op de motorwagens.
Vanwege hun robuustheid en betrouwbaarheid is het Z 6400-materieel inspiratie geweest bij het ontwerpen van de Z 8100-treinstellen in de jaren tachtig.

## Details
|             | Motorwagens | Tussenwagens |
| ----------- | ----------- | ------------ |
| Lengte      | 23,075 m    | 23,140 m     |
| Leeggewicht | 63,5 t      | 31,2 t       |

## Diensten
| Lijn    | Diensten      |
| ------- | ------------- |
| Trans L | Alle diensten |